# Barbara-Zürner-Oberschule

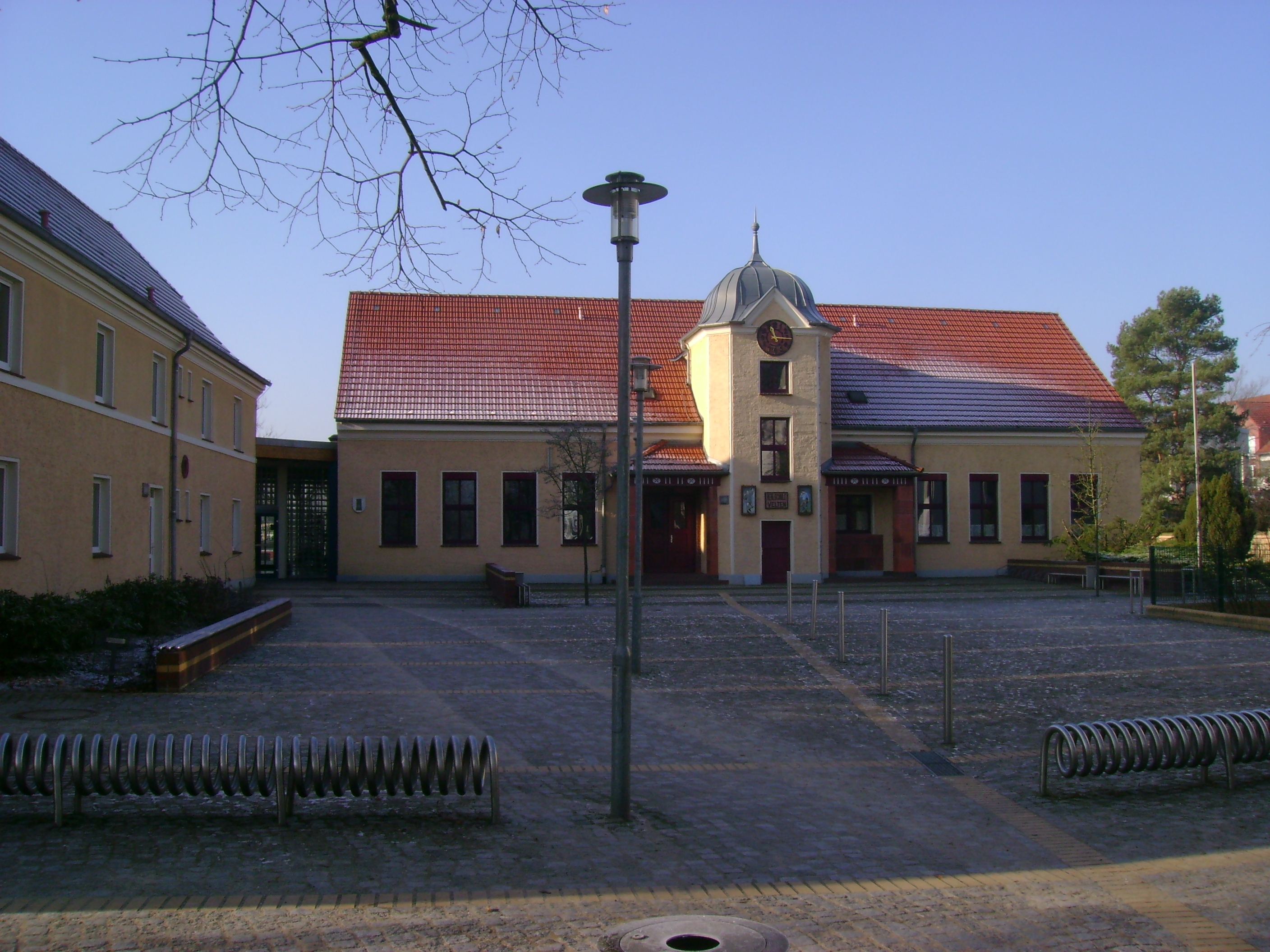
Schulgebäude 2011

Die Barbara-Zürner-Oberschule ist eine Oberschule in der Stadt Velten im brandenburgischen Landkreis Oberhavel. Das Hauptgebäude ist ein Baudenkmal.

## Architektur und Geschichte
Das, in der Breite Straße 32 gelegene, Hauptgebäude der Schule wurde 1851 als Wirtschaftsgebäude am Anger südwestlich der Pfarrkirche erbaut.
Im Jahre 1923 beauftragte die Gemeinde die Berliner Architekten Aeppli und Scherer das als Scheune genutzte Wirtschaftsgebäude in ein Schulgebäude umzubauen. Grund dafür waren die ständig steigenden Schülerzahlen, die in der Schule in der Viktoriastraße nicht mehr untergebracht werden konnten. Vor das massive und verputzte eingeschossige Gebäude mit einem Satteldach wurde ein Turm gesetzt, an dem sich jeweils links und rechts zwei Anbauten anschlossen. Der Turm war verputzt, während die beiden Anbauten mit farbigen Keramikplatten verziert waren. Am Turm sind zwei Keramikplatten mit Reliefdarstellungen zweier Personen angebracht. Diese stammen vom Bildhauer Hans Latt aus Berlin.
Die Schule trug in der DDR den Namen POS Gustav Gersinski. Anschließend hieß sie Realschule Velten und 1. Oberschule Velten, bis sie am 8. Dezember 2017 den Namen der Opfer eines Tötungsdelikts gewordenen Umweltaktivistin Barbara Zürner (1929–2002) erhielt.